# Shin Yamada
Pour les articles homonymes, voir Yamada.
Shin Yamada (山田 新, Yamada Shin), né le 30 mai 2000 à Yokohama au Japon, est un footballeur international japonais qui évolue au poste d'avant-centre au Celtic FC.

## Biographie

### En club

#### Débuts au Kawasaki Frontale
Né à Yokohama, dans la préfecture de Kanagawa, au Japon, Shin Yamada est formé par le Kawasaki Frontale et l'Université Toin. Il fait ensuite son retour au Kawasaki Frontale au cours de sa quatrième année. Son retour est annoncé le 24 mai 2022.
Il joue son premier match en professionnel avec le Kawasaki Frontale le 3 août 2022, lors d'une rencontre de coupe de la Ligue japonaise contre le Cerezo Osaka. Il est titularisé et les deux équipes se neutralisent ce jour-là (1-1 score final).
Lors de la saison 2024 Yamada se fait remarquer en réalisant trois doublés consécutifs en championnat, avec à chaque fois une victoire pour son équipe, le 20 juillet 2024 contre Kashiwa Reysol (2-3), le 7 août contre Vissel Kobe (3-0) et le 11 août contre le FC Tokyo (0-3), portant ainsi son total à onze buts à ce moment de la saison.

#### Transfert au Celtic FC
Le 19 juillet 2025, Shin Yamada s'engage avec le Celtic FC en paraphant un contrat de quatre ans, soit jusqu'en juin 2029,,.

### En sélection nationale
Shin Yamada représente l'équipe du Japon des moins de 23 ans, jouant un match le 20 septembre 2023 face au Cambodge. Il entre en jeu à la place de Hiiro Komori (en) lors de cette rencontre remportée par son équipe sur le score de trois buts à un.

## Palmarès
Kawasaki Frontale
- Supercoupe du Japon (1) :
  - Vainqueur : 2024.